# St. Georg (Bettwar)

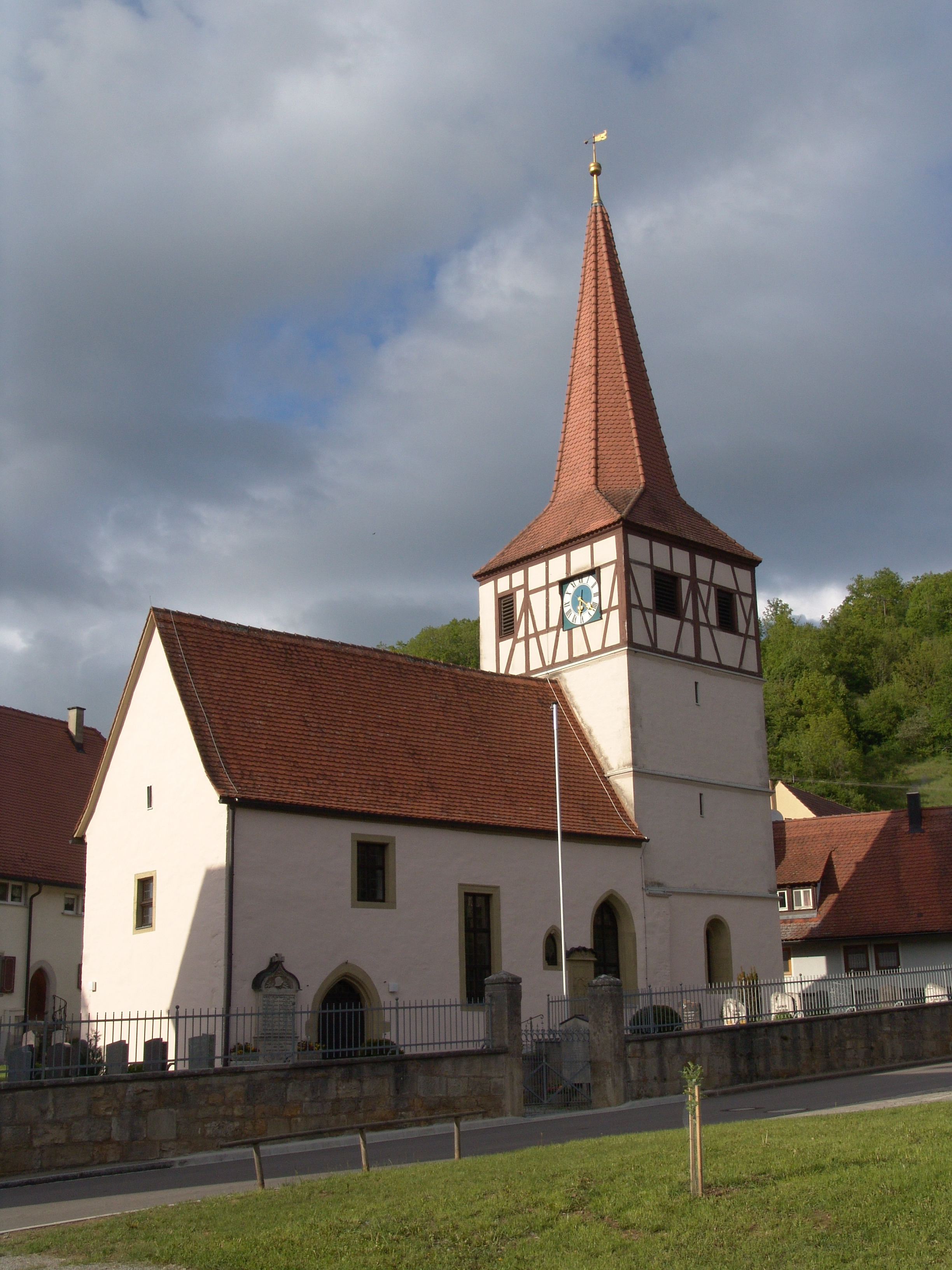
St. Georg (Bettwar)

Die evangelische Pfarrkirche St. Georg ist ein denkmalgeschütztes Kirchengebäude, das in Bettwar, einem Gemeindeteil der Gemeinde Steinsfeld im Landkreis Ansbach (Mittelfranken, Bayern) steht. Das Bauwerk ist unter der Denkmalnummer D-5-71-205-6 als Baudenkmal in die Bayerische Denkmalliste eingetragen. Die Kirchengemeinde gehört zur Pfarrei Steinsfeld in der Region Mitte im Evangelisch-Lutherischen Dekanat Rothenburg ob der Tauber im Kirchenkreis Ansbach-Würzburg der Evangelisch-Lutherischen Kirche in Bayern.

## Beschreibung
Beim Bau der Saalkirche im 15. Jahrhundert wurden Teile der Umfassungsmauern der ehemaligen Wehrkirche aus der 2. Hälfte des 13. Jahrhunderts wiederverwendet. Der dreigeschossige Chorturm wurde im 17. Jahrhundert mit einem Geschoss aus Holzfachwerk aufgestockt, das die Turmuhr und den Glockenstuhl beherbergt. Bedeckt ist er mit einem achtseitigen, spitzen Helm. Nördlich an ihn wurde in der zweiten Hälfte des 15. Jahrhunderts die Sakristei angebaut. Der Chor im Chorturm ist mit einem Kreuzrippengewölbe auf Konsolen überspannt, das mit einem Satteldach bedeckte Langhaus ist im Innenraum mit einer Flachdecke aus Brettern überspannt. Das Sakramentshaus stammt aus dem 15. Jahrhundert. Das Altarretabel von 1803 steht auf mittelalterlichem Stipes aus Hausteinen.